# Адилбек Мусин
Адилбек Мусин (каз. Әділбек Мусин; 4. октобар 1999) казахстански је пливач чија специјалност су трке делфин стилом на 200 метара.

## Спортска каријера
Међународну каријеру започео је на Отвореном првенству Србије у марту 2017. где је успео да исплива квалификационе норме за предстојеће светско првенство које је одржано у јулу исте године у Будимпешти. У Будимпешти је Мусин наступио у обе спринтерске трке делфин стилом остваривши пласмане на 31. (50 делфин), односно 37. место (100 делфин). Месец дана касније на светском јуниорском првенству у Индијанаполису заузима четврто место у финалу трке на 50 метара делфин стилом.
Први значајнији успех у каријери постигао је на Азијским играма 2018. у Џакарти на којима је освојио две бронзане медаље у тркама на 50 делфин и 4×100 мешовито, што су уједно биле и његове прве освојене медаље на међународним такмичењима под окриљем ФИНА.
На светском првенству у корејском Квангџуу 2019. такмичио се све у три појединачне трке делфин стилом, те у штафети 4×100 мешовито. Најбољи резултат му је било 17. место које је испливао у квалификацијама на 50 и 100 делфин, док је на 200 делфин био на 25. месту.